# Joaquín Avendaño
Joaquín Avendaño (Vigo, 19 de marzo de 1812–Biarritz, 1886) fue un pedagogo y periodista español, padre del pintor Serafín Avendaño.

## Biografía
Estudió Derecho en la Universidad de Santiago de Compostela. Fue uno de los primeros estudiantes de la Escuela Normal de Madrid, donde, como alumno distinguido de Pablo Montesino regentó la escuela práctica. Director de la escuela normal de Zaragoza y luego de la de Valencia, Avendaño llegó a desempeñar el cargo de inspector general de Instrucción Pública después de ejercer otros cargos en el Ministerio de Fomento, con Pastor Díaz. Dejó la enseñanza por la carrera diplomática como cónsul de varios países de Europa y América, y cónsul general de Italia. En el terrero periodístico fundó y dirigió la revista infantil La Aurora de los niños en 1853.
Fue autor de varias obras pedagógicas como el Manual completo de Instrucción primaria elemental y superior (1844); y junto con Mariano Carderera, de varios tratados, entre ellos, el titulado Curso elemental de pedagogía, libro de texto para las escuelas normales españolas, publicado en Madrid en 1850. También sintetizó y fusionó parte de la metodología y didáctica de Montesino y Laureano Figuerola.

## Selección de obras
- Gran cuadro de pesas y medidas métricas y monedas legales. En colaboración con Mariano Carderera. Madrid, imprenta de Gregorio Hernando, 1880.
- Curso elemental de Pedagogía. Obra aprobada por el gobierno para servir de texto en las escuelas normales, seminarios de maestros del reino. En colaboración con Mariano Carderera, séptima edición. Madrid, imprenta de Gregorio Hernando; 1878.

### Revistas
- La Aurora de los niños. Revista mensual ilustrada. En colaboración con Mariano Carderera. Madrid, imprenta de A. Vicente; (1851 a 1853).
- Revista de instrucción primaria quincenal, en colaboración con Mariano Carderera. Madrid, imprenta de A. Vicente; (1849 a 1853).